# Sheminí atzeret
Shemini atzeret er en jødisk helligdag. Afslutningen på den jødiske Sukkot-fest (se mere i artiklen til denne).
To særlige bønner læses i den jødiske gudstjeneste på Shemini Atzeret (den "8. uafhængige" dag). Disse er Hazkarat Neshamot, mindebønnen for de døde (som også læses på Shavuot, Pesach og Yom Kippur) og bønnen om regn i Israel.